# In the Red
In the Red – czwarty album studyjny szwedzkiej grupy heavymetalowej Crucified Barbara wydany 10 września 2014 roku przez Despots Records. Album wydano także na płycie winylowej w limitowanej edycji, 500 sztuk.

## Lista utworów
1. „I Sell My Kids for Rock'n'Roll” – 2:54
2. „To Kill a Man” – 3:21
3. „Electric Sky” – 3:56
4. „The Ghost Inside” – 4:32
5. „Don't Call on Me” – 4:02
6. „In the Red” – 3:48
7. „Lunatic #1” – 3:11
8. „Shadows” – 3:25
9. „Finders Keepers” – 2:53
10. „Do You Want Me” – 3:35
11. „Follow the Stream” – 3:46

## Twórcy
- Mia Coldheart – gitara, śpiew
- Klara Force – gitara, wokal wspierający
- Ida Evileye – gitara basowa
- Nicki Wicked – perkusja, wokal wspierający
- Chips Kiesbye – produkcja, inżynier dźwięku
- Henryk Lipp – inżyniera dźwięku
- Erik Rovanperä – projekt okładki